# Dog Soldiers
Dog Soldiers ist ein Spielfilm aus dem Jahr 2002 von Neil Marshall. Er handelt von einer Gruppe britischer Soldaten, die in den schottischen Highlands mit einer Horde von Werwölfen konfrontiert werden.

## Handlung
Eine Einheit von sechs Soldaten der Britischen Armee wird in den Highlands abgesetzt, um an einer Kampfübung gegen eine Spezialeinheit teilzunehmen. Auf ihrem Weg zur Stellung des Gegners bemerken sie ein Notrufsignal der Spezialeinheit. Als sie das Lager der Einheit erreichen, müssen sie feststellen, dass alle Mitglieder der Spezialeinheit brutal getötet wurden. Der einzige Überlebende, Captain Ryan, ist traumatisiert und schwer verwundet.
Beim Verlassen des Lagers wird die Einheit von unbekannten Kreaturen angegriffen. Dabei wird ein Mitglied getötet und Sergeant Wells verwundet. In letzter Sekunde werden sie von der Zoologin Megan gerettet, die sie mit ihrem Land Rover zu einem nahe gelegenen Bauernhof bringt.
Als die Dunkelheit einbricht, wird das Haus angegriffen und die Soldaten müssen feststellen, dass die Kreaturen Werwölfe sind. Im Laufe der Nacht unternehmen die Eingeschlossenen verzweifelte Versuche, die Werwölfe zu töten und aus dem Haus zu entkommen, doch die Werwölfe sind ihnen stets einen Schritt voraus. Es stellt sich zudem heraus, dass die Bewohner des Hauses die Werwölfe sind. Währenddessen erholen sich Ryan und Wells ungewöhnlich schnell von ihren Verwundungen und Ryan verwandelt sich schließlich selbst in einen Werwolf, wird aber von Cooper mit einem Schwert durchbohrt und in die Flucht geschlagen.
Megan vermutet, dass die Werwölfe die Scheune des Hofes als Versteck nutzen. Cooper und Spoon setzen unter Verwendung des Land Rovers der Familie die Scheune in Brand. Megans Behauptung stellt sich aber als Finte heraus – Megan ist selbst Teil der Familie, verwandelt sich vor den Augen der Soldaten in einen Werwolf und öffnet die Tür für die anderen Werwölfe. Cooper, Spoon und Wells müssen nun im Haus verzweifelt um ihr Leben kämpfen. Spoon kann in der Küche einen Boxkampf mit einem Werwolf beinahe für sich entscheiden, bevor er getötet wird.
Wells und Cooper schlagen sich ebenfalls bis zur Küche durch, wo Wells sich, das Haus und die Werwölfe mit dem Gasofen in die Luft jagt. Cooper kann zuvor in den Keller flüchten, wo er auf Ryan trifft. Cooper kann ihn mit einem silbernen Brieföffner töten.
Zum Abspann sieht man eine Zeitung – die Schlagzeile berichtet vom 5:1-Sieg der englischen über die deutsche Nationalmannschaft, eine Randnotiz zeigt ein Foto Coopers mit der Unterschrift „Werewolves Ate My Platoon“.

## Synchronisation
| Rolle                         | Darsteller      | Sprecher          |
| ----------------------------- | --------------- | ----------------- |
| Sgt. Harry G. Wells           | Sean Pertwee    | Marco Kröger      |
| Pvt. Lawrence Cooper          | Kevin McKidd    | Martin Lohmann    |
| Megan                         | Emma Cleasby    | Jennifer Böttcher |
| Cpt. Richard Ryan             | Liam Cunningham | Klaus Nietz       |
| Cpl. Bruce Campbell           | Thomas Lockyer  | Robert Missler    |
| Pvt. Phil 'Spoon' Witherspoon | Darren Morfitt  | Oliver Böttcher   |
| Pvt. Joe Kirkley              | Chris Robson    | Christian Stark   |
| Pvt. Terry Milburn            | Leslie Simpson  | Martin May        |
| Camperin                      | Tina Landini    | Céline Fontanges  |

## Kritik
Das Lexikon des internationalen Films urteilte, der Film sei ein „kruder Nachzügler der Werwolf-Horrorfilme“. Er stelle den Versuch dar, „modernes Actionkino mit überkommenen Kinomythen zu verbinden“. Der Film sei „zunächst schleppend inszeniert“, gewinne „dann doch noch an Tempo, aber auch an Härte.“

## Auszeichnungen
Brussels International Fantastic Film Festival 2002
- Goldener Rabe für Neil Marshall
- Pegasus für Neil Marshall

Sitges Festival Internacional de Cinema de Catalunya 2002
- Nominierung für den Besten Film für Neil Marshall

Empire Awards 2003
- Nominierung für den Empire Award in der Kategorie Beste Neuentdeckung an Neil Marshall

Fantasporto 2003
- Nominierung für den International Fantasy Film Award in der Kategorie Bester Film für Neil Marshall

Saturn Award 2003
- Saturn Award in der Kategorie Best DVD Release